# Thomas Hinum
Thomas Hinum (sinh 24 tháng 7 năm 1987) là một cầu thủ bóng đá Áo hiện đang thi đấu cho FC Blau-Weiß Linz. Trước đây anh chơi bóng cho Austria Kärnten, FC Kärnten, SC Schwanenstadt và SV Pasching. Anh thi đấu bóng đá trẻ ở St. Valentin và St. Florian.